# Acraea persephone
Acraea persephone är en fjärilsart som beskrevs av Fabricius 1793. Acraea persephone ingår i släktet Acraea och familjen praktfjärilar. Inga underarter finns listade i Catalogue of Life.